# Сокольниковская сельская община
Сокольниковская сельская общи́на (укр. Сокільницька сільська громада) — территориальная община во Львовском районе Львовской области Украины.
Административный центр — село Сокольники.
Население составляет 8 415 человек. Площадь — 34,4 км².

## Населённые пункты
В состав общины входит 3 села: Сокольники, Басовка и Годовица.